# Ricardo Zunino
Ricardo Zunino,  argentinski dirkač Formule 1, * 13. april 1949, San Juan, Argentina.
Ricardo Zunino je upokojeni argentinski dirkač Formule 1. Debitiral je na predzadnji dirki sezone 1979 za Veliko nagrado Kanade in s sedmim mestom le za mesto zgrešil uvrstitev med dobitnike točk. Enak rezultat mu je uspel tudi na domači in prvi dirki sezone 1980 za Veliko nagrado Argentine, kar je njegov izenačen najboljši rezultat kariere. V tej sezoni je dosegel še osmo in deseto mesto, na dveh dirkah sezone 1981, na katerih je nastopil, pa dve trinajsti mesti, kasneje pa ni več dirkal v Formuli 1.

## Popolni rezultati Formule 1
(legenda) (odebeljene dirke pomenijo najboljši štartni položaj, poševne pa najhitrejši krog, †-uvrščen kljub odstopu)
| Leto | Moštvo               | Šasija       | Motor       | 1     | 2      | 3      | 4        | 5       | 6       | 7       | 8   | 9   | 10  | 11  | 12  | 13  | 14    | 15      | Prv | Toč |
| ---- | -------------------- | ------------ | ----------- | ----- | ------ | ------ | -------- | ------- | ------- | ------- | --- | --- | --- | --- | --- | --- | ----- | ------- | --- | --- |
| 1979 | Parmalat Racing Team | Brabham BT49 | Cosworth V8 | ARG   | BRA    | JAR    | ZZDA     | ŠPA     | BEL     | MON     | FRA | VB  | NEM | AVT | NIZ | ITA | KAN 7 | ZDA Ret | -   | 0   |
| 1980 | Parmalat Racing Team | Brabham BT49 | Cosworth V8 | ARG 7 | BRA 8  | JAR 10 | ZZDA Ret | BEL Ret | MON DNQ | FRA Ret | VB  | NEM | AVT | NIZ | ITA | KAN | ZDA   |         | -   | 0   |
| 1981 | Tyrrell Racing       | Tyrrell 010  | Cosworth V8 | ZZDA  | BRA 13 | ARG 13 | SMR      | BEL     | MON     | ŠPA     | FRA | VB  | NEM | AVT | NIZ | ITA | KAN   | LVE     | -   | 0   |